# Des (TV-serie)
Des är en brittisk TV-serie om gripandet och förhören med seriemördaren Dennis "Des" Nilsen. Gripandet föranleddes av att man i ett avlopp i närheten av Nilsens bostad hade funnit mänskliga kvarlevor.